# 水尾聖娘

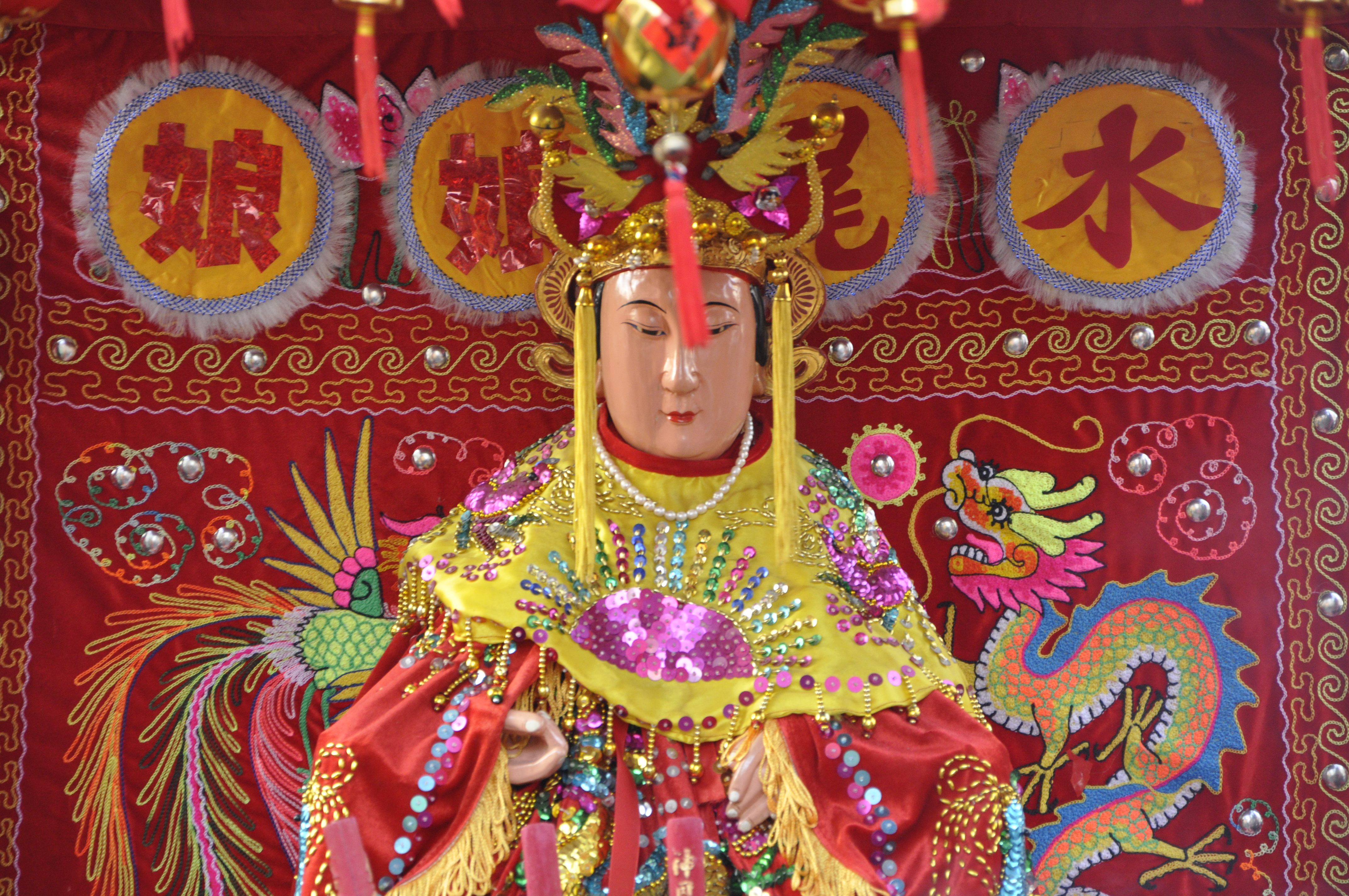
水尾聖娘神像

水尾聖娘，又稱南天夫人、水尾雲感聖旨莫氏夫人、南天閃電感應火雷水尾聖娘，是海南本土的海神，信徒分佈在文昌、海口、瓊海，並被海南移民帶入海外瓊籍華人聚居區。

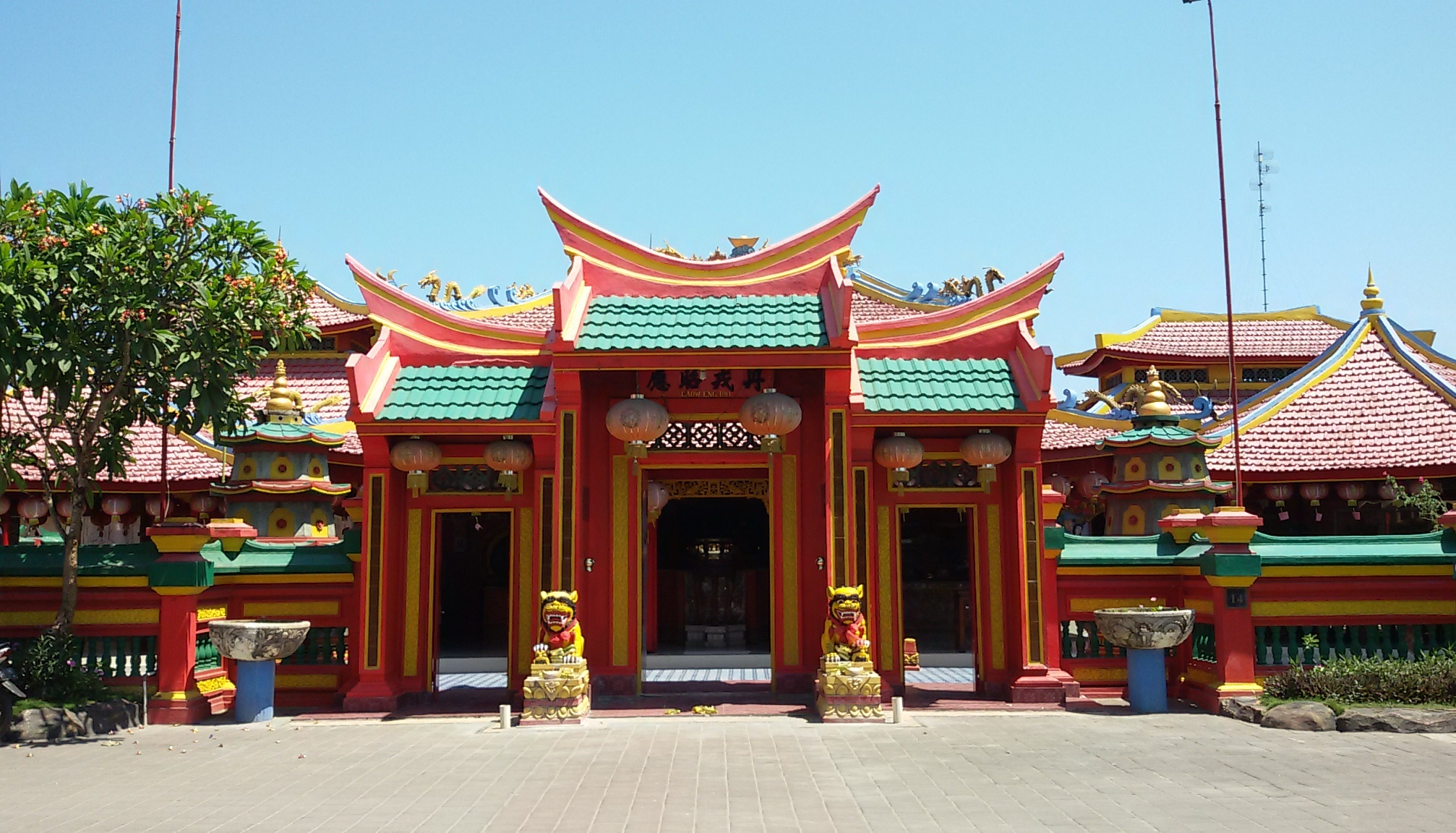
Caow Eng Bio，印度尼西亞巴厘島的一座供奉水尾聖娘的廟宇

## 生平
水尾聖娘本名莫麗娘，元末明初年間出生在海南瓊州府定安縣梅村峒龍馬田村（今中國海南省定安縣岭口鎮水尾田村），父親是莫家十四代祖莫素、母親劉妹（一說父親是十五代祖莫瑚）。麗娘十六歲時（一說十二歲時）隨母親幹活，一去不歸。相傳其被玉皇大帝選中，肉身歸天成為聖娘。莫氏族人尊其為「聖旨婆祖」，建廟供奉。

## 傳說
在海南北部一帶流傳有很多水尾聖娘的傳說，既有點化漁民潘敏理要知恩圖報的故事，也有在夢中啟示學子張岳崧的故事。

### 點化漁民
相傳文昌縣東郊鎮北港村有個漁人潘敏理，有一天在海邊拉網時，捕撈到一塊沉重的木頭。漁人將木頭放回海中，不久再拉網，卻又撈到同樣那塊木頭。漁人便許願：「如果能捕到魚，就把這木頭雕刻成神像」。漁人許願後捕魚大有收穫，但他並未兌現諾言，將該木頭帶回家後只是用作豬圈的門。結果他養的豬非病既死。漁民這才想起那神奇的木頭，便燒香禱告。每當黃昏時分，常常有一位容貌慈祥的姑娘坐在漁人門外的龍眼樹上。鄉人便催促潘某將雕像建廟供奉，經乩童指點後在坡尾村濱水處建廟，供奉水尾聖娘，是第一座供奉水尾聖娘的廟宇。

### 啟示學子
嘉慶年間瓊州府學子張岳崧進京趕考，夢見一女神與其說話。女神告知張岳崧自己是瓊州水尾聖娘，特來幫助瓊州府進京赴考的學子，並給予了指點。考試時，張岳崧按照水尾聖娘的啟示答題，最終高中探花。張岳崧回到海南後親自查訪並來到供奉水尾聖娘的聖廟，寫下「慈雲鏡海」一匾贈獻。回到京師後，張岳崧將聖娘顯靈的事蹟上奏給嘉慶帝，嘉慶帝賜封聖娘為「南天閃電感應火雷水尾聖娘」。

## 廟宇
水尾聖娘的正居廟宇除水尾村外，在外地還有三座，一座在四川（其父母葬地），一座在瓊山，還有一座在文昌市東郊鎮。文昌的水尾聖娘廟在清瀾港對面白土尾的坡尾村，建於明正德年間，清光緒元年（1875年）曾重修，上有張岳崧「慈雲聖母」的牌匾。廟宇後毀於文革，1982年修復後進。
供奉在水尾聖娘左右的輔助將軍主要為「雲靈將軍」及「誥慶大元帥」。

## 祭祀
水尾聖娘的聖誕為農曆十月十五日，每年農曆十月十五日至十七日為廟會日。

## 海外信仰
水尾聖娘是海外海南人社群最主要崇拜的神仙，遍佈新加坡、馬來西亞、印尼、泰國和越南的海南移民社群。水尾聖娘被海南籍僑民奉為鄉土神，在某些地區甚至地位不亞於媽祖，而水尾聖娘廟則成為海南籍僑民的活動中心。

### 泰國
水尾聖娘在泰語中稱爲Chao Mae Thapthim（意爲紅聖母）或Chao Mae Thongkham（意爲金聖母）。隨著華裔社群世代更替，已有水尾聖娘和媽祖崇拜混淆的情況，因此亦有以紅聖母稱呼媽祖的情況，因爲媽祖像常著紅裙。

### 印尼
印尼的華裔海南群體普遍崇拜水尾聖娘。巴厘島歷史最悠久的華人廟宇Caow Eng Bio廟即是主祀水尾聖娘和一百零八兄弟公。其他廟宇還包括丹帕沙的廟宇Cao Fuk Miao。